# 赫布斯特 (印第安納州)
赫布斯特（英語：Herbst）是位於美國印第安納州格蘭特縣的一個人口普查指定地區。

## 人口
根據2010年美國人口普查的數據，赫布斯特的面積為3.38平方千米，當中陸地面積為3.38平方千米，而水域面積為0.00平方千米。當地共有人口112人，而人口密度為每平方千米33.14人。